# Helianthemum lippii
Helianthemum lippii är en solvändeväxtart som först beskrevs av Carl von Linné, och fick sitt nu gällande namn av Dum. -courset. Helianthemum lippii ingår i släktet solvändor, och familjen solvändeväxter.

## Underarter
Arten delas in i följande underarter:
- H. l. intricatum
- H. l. velutinum